# Moisés González Torres
Moisés Alejandro González Torres (Rancagua, Región del Libertador Bernardo O'Higgins, Chile, 22 de noviembre de 2000) es un futbolista chileno que juega como defensa actualmente en O'Higgins de la Primera División de Chile. 
Es hermano de Diego González Torres, actualmente en Cobreloa.

## Trayectoria
Moisés González se formó en las divisiones inferiores de O'Higgins desde los 11 años jugando por casi todas las series juveniles del club también participando en juveniles de la Selección Chilena Sub-17, debido a su gran capacidad para jugar en 2016 el técnico argentino Cristián Arán lo integra al primer equipo.
Cabe destacar que Moisés es parte de una familia la cual tiene tres jugadores más en la institución celeste. Uno en el plantel profesional, el defensa, Diego González Torres, y dos que aún están en proceso de formación, Joaquín Escobar Torres en la Sub-15 y Francisco Escobar Torres en la Sub-14.
El 30 de agosto de 2020, González hizo su debut en el profesionalismo, ingresando desde el banco de suplentes de O'Higgins en la caída 0-1 ante Deportes Antofagasta. Con el correr de las fechas, se convirtió en una alternativa para los puestos de defensa central, lateral derecho y mediocampista defensivo. Ya consolidado como zaguero, el 6 de marzo de 2022, González convirtió su primer gol en el fútbol profesional, marcando con un cabezazo el 2-2 definitivo en el partido por la fecha 5 del Campeonato Nacional entre O'Higgins y Audax Italiano en El Teniente. Dos meses después, anotó su segundo tanto con la camiseta de O'Higgins, en el empate 2-2 frente a Unión Española en Rancagua.

## Estadísticas

### Clubes
| O'Higgins · Chile                  | 1.ª              | 2020             | 10 | 0 | —  | — | — | — | 10 | 0 |
| O'Higgins · Chile                  | 1.ª              | 2021             | 9  | 0 | 4  | 0 | — | — | 13 | 0 |
| O'Higgins · Chile                  | 1.ª              | 2022             | 17 | 2 | 2  | 0 | — | — | 19 | 2 |
| O'Higgins · Chile                  | 1.ª              | 2023             | 16 | 1 | 4  | 0 | — | — | 20 | 0 |
| O'Higgins · Chile                  | 1.ª              | 2024             | 2  | 0 | 0  | 0 | — | — | 2  | 0 |
| O'Higgins · Chile                  | Total club       | Total club       | 57 | 3 | 10 | 0 | 0 | 0 | 64 | 3 |
| Total en carrera                   | Total en carrera | Total en carrera | 54 | 3 | 10 | 0 | 0 | 0 | 64 | 3 |
| (1)Incluye datos de la Copa Chile. |                  |                  |    |   |    |   |   |   |    |   |